# دی‌اتیل مالونات
دی‌اتیل مالونات (به انگلیسی: Diethyl malonate) با فرمول شیمیایی C۷H۱۲O۴ یک ترکیب شیمیایی با شناسه پاب‌کم ۷۷۶۱ است. که جرم مولی آن ۱۶۰٫۱۷ g/mol می‌باشد. شکل ظاهری این ترکیب، مایع بی‌رنگ است.دی‌اتیل مالونات در واقع دی اتیل استر مالونیک اسید است.